# Municipio de Roanoke (condado de Northampton)
El municipio de Roanoke (en inglés: Roanoke Township) es un municipio ubicado en el  condado de Northampton en el estado estadounidense de Carolina del Norte. En el año 2010 tenía una población de 2.143 habitantes.

## Geografía
El municipio de Roanoke se encuentra ubicado en las coordenadas 36°20′35.55″N 77°19′13.89″O / 36.3432083, -77.3205250.